# EBPP
EBPP (electronic bill presentment and payment) – elektroniczna prezentacja i płacenie rachunków.
Usługa finansowa, która polega na przekazaniu płatnikowi elektronicznej formy rachunku (faktury) i umożliwienie mu dokonania elektronicznej płatności. Proces ten obejmuje dwa rodzaje transakcji: prezentację, oraz zapłatę rachunku. Do niedawna EBPP było przeznaczone wyłącznie dla podmiotów gospodarczych, obecnie z tej usługi mogą już korzystać osoby fizyczne. Właścicielami firm specjalizujących się w EBPP są często banki. Firmy te mogą też współpracować z grupą instytucji finansowych. 
Najważniejszymi podmiotami na rynku amerykańskim są: BillingZone, będący częściowo własnością PNC Bank Corp, Spectrum, założony przez takie banki jak Chase, First Union i Wells Fargo, C2it będący własnością Citicorp, czy eMoneymail będący własnością Bank One. Do podmiotów niezależnych zaliczyć można CheckFree i PayPal, gdzie ten drugi ustanowił już związki z 121 wystawcami rachunków i ponad 150 podmiotami świadczącymi usługi finansowe.
W Polsce EBPP oferują:
- KIR (usługa Qlips[1], dawniej Invoobill[2])
- ING Bank Śląski
- mBank
- INFORSYS[3]
- Polskie ePłatności (usługa BillBird[4])
- BillTech Group[5]
- Comarch
- Blue Media
- Inteligo Financial Services